# ونسا-می ۱۰۳۱۳
سیارک ۱۰۳۱۳ (به انگلیسی: 10313 Vanessa-Mae، نامگذاری:1990QW17) ده هزار و سیصد و سیزدهمین سیارک کشف شده‌است که در ۲۶ اوت ۱۹۹۰ کشف شد.
قدر مطلق سیارک برابر ۲۱٫۴ است.